# Georgetown (Massachusetts)
Georgetown é uma vila localizada no condado de Essex no estado estadounidense de Massachusetts. No Censo de 2010 tinha uma população de 8.183 habitantes e uma densidade populacional de 240,26 pessoas por km².

## Geografia
Georgetown encontra-se localizado nas coordenadas 42° 43′ 40″ N, 70° 58′ 55″ O. Segundo o Departamento do Censo dos Estados Unidos, Georgetown tem uma superfície total de 34.06 km², da qual 33.31 km² correspondem a terra firme e (2.21%) 0.75 km² é água.

## Demografia
Segundo o censo de 2010, tinha 8.183 pessoas residindo em Georgetown. A densidade populacional era de 240,26 hab./km². Dos 8.183 habitantes, Georgetown estava composto pelo 96.87% brancos, o 0.46% eram afroamericanos, o 0.17% eram amerindios, o 0.94% eram asiáticos, o 0% eram insulares do Pacífico, o 0.34% eram de outras raças e o 1.21% pertenciam a duas ou mais raças. Do total da população o 1.75% eram hispanos ou latinos de qualquer raça.